# Episodi di Qui squadra mobile (prima stagione)
Questa voce contiene l'elenco degli episodi della prima stagione della serie TV Qui squadra mobile. Gli episodi sono stati trasmessi in Italia dall'8 maggio al 12 giugno 1973
| nº | Titolo                      | Prima TV       |
| -- | --------------------------- | -------------- |
| 1  | Tutto di lei tranne il nome | 8 maggio 1973  |
| 2  | Rapina a mano armata        | 15 maggio 1973 |
| 3  | Un caso ancora aperto       | 22 maggio 1973 |
| 4  | Il saltafossi               | 29 maggio 1973 |
| 5  | Un'indagine alla rovescia   | 5 giugno 1973  |
| 6  | Senza difesa                | 12 giugno 1973 |

## Tutto di lei tranne il nome
- Diretto da: Anton Giulio Majano
- Scritto da: Massimo Felisatti, Fabio Pittorru, Anton Giulio Majano
- Interpretato da: Giancarlo Sbragia, Orazio Orlando, Gianfranco Mauri, Elio Zamuto, Gino Lavagetto, Giulio Platone, Stefanella Giovannini, Francesco Di Federico, Maurizio Acerbo, Silvio Anselmo, Mario Righetti, Giorgio Gusso, Bruno Scipioni, Gianna Piaz, Renzo Bianconi, Marcello Mandò, Giorgio Favretto, Luciano Roffi, Guerrino Crivello, Carlo Alighiero, Antonella Della Porta, Valeria Fabrizi, Francesco Baldi, Siria Betti, Franco Odoardi, Marina Brengola, Giacomo Furia, Loris Zanchi, Emilio Cappuccio, Gianni Giuliano, Vittorio Battarra, Gianni Pulone, Simone Mattioli, Roberta Paladini, Mariolina Bovo, Ennio Balbo, Elena De Merick, Gioietta Gentile, Angelo Nicotra

### Trama
In seguito alla segnalazione di una fuga di gas, un oscuro e chiuso professore viene trovato morto nel suo appartamento. Ma non si tratta di suicidio, bensì di un omicidio maldestramente architettato in modo da far sparire le tracce. Si scoprono così i retroscena della vita di questo personaggio, le sue amanti e una misteriosa e inspiegabile quantità di denaro.

## Rapina a mano armata
- Diretto da: Anton Giulio Majano
- Scritto da: Massimo Felisatti, Fabio Pittorru, Anton Giulio Majano
- Interpretato da: Giancarlo Sbragia, Orazio Orlando, Gianfranco Mauri, Elio Zamuto, Gino Lavagetto, Giulio Platone, Stefanella Giovannini, Francesco Di Federico, Salvatore Lago, Giorgio Gusso, Bruno Scipioni, Claudio Guarino, Mario Marini, Silvio Anselmo, Mario Righetti, Tullio Altamura, Carlo Alighiero, Filippo De Gara, Alberto Farnese, Miranda Campa, Enrico Papa, Carlo Sanmartin, Edoardo Nevola, Franco D'Argenio, Giuliano Quaglia, Winny Riva, Corrado Croce, Emilio Cappuccio, Gianni Giuliano, Vittorio Battarra, Gianni Pulone, Simone Mattioli, Carlo Reali, Tatiana Farnese, Roberta Paladini, Gianfranco De Angelis, Luigi Basagaluppi, Mariolina Bovo, Francesco Baldi, Siria Betti, Enzo Turco, Luciano Turi, Giacomo Furia, Giancarlo Fantini, Leo Gullotta, Consalvo Dell'Arti, Corrado Olmi, Enzo Liberti, Gianni Simonetti, Gioacchino Maniscalco, Edoardo Florio, Fulvio Pellegrini, Roberto Marelli, Bruno Proietti, Lucio Rosato

### Trama
La squadra mobile si mette in moto per acciuffare una banda di criminali che ha fatto una rapina in una banca, uccidendo un impiegato. Tramite le riprese di una telecamera di sicurezza, che inquadra le automobili impiegate nella rapina, alcune testimonianze e l'accurato lavoro d'archivio del maresciallo Attardi, si riesce a individuare l'hotel in cui alloggia la banda, capeggiata da un pericoloso pregiudicato di origine francese.

## Un caso ancora aperto
- Diretto da: Anton Giulio Majano
- Scritto da: Massimo Felisatti, Fabio Pittorru, Anton Giulio Majano
- Interpretato da: Giancarlo Sbragia, Orazio Orlando, Gianfranco Mauri, Elio Zamuto, Gino Lavagetto, Giulio Platone, Stefanella Giovannini, Francesco Di Federico, Fabrizio Mazzotta, Carla Comaschi, Bianca Manenti, Franca Dominici, Atanassia Singhellaki, Franco Latini, Silvio Anselmo, Mario Righetti, Giorgio Gusso, Bruno Scipioni, Cesare Nizzica, Aldo Sala, Edda Soligo, Michele Malaspina, Dora Calindri, Alfredo Sernicoli, Gianni Guerrieri, Evar Maran, Franca Mazzoni, Gianfranco Bellini, Corrado Sonni, Flora Carosello, Luciano Tacconi, Gianna D'Auro, Maria Grazia Grassini, Giovanna Mainardi, Mariolina Bovo, Roberta Paladini, Stefania Corsini, Francesco Baldi, Vira Silenti, Vittorio Soncini, Mario Valdemarin, Giacomo Furia

### Trama
Un bambino che vive di accattonaggio viene segnalato alla polizia. La squadra mobile scoprirà che non si tratta solamente di sfruttamento di un minore e si troverà a riaprire uno strano caso irrisolto di qualche anno prima.

## Il saltafossi
- Diretto da: Anton Giulio Majano
- Scritto da: Massimo Felisatti, Fabio Pittorru, Anton Giulio Majano
- Interpretato da: Giancarlo Sbragia, Orazio Orlando, Gianfranco Mauri, Elio Zamuto, Gino Lavagetto, Giulio Platone, Stefanella Giovannini, Francesco Di Federico, Alfredo Censi, Elvira Cortese, Silvio Anselmo, Mario Righetti, Giorgio Gusso, Bruno Scipioni, Giuseppe Fortis, Mario Marini, Vittorio Duse, Umberto Liberati, Aldo Massasso, Carlo Reali, Emilio Cappuccio, Gianni Giuliano, Vittorio Battarra, Gianni Pulone, Simone Mattioli, Anna Teresa Eugeni, Serena Michelotti, Francesco Baldi, Vincenzo Ferro, Mario Lombardini, Mariolina Bovo, Roberta Paladini, Anna Maestri, Riccardo Rossi, Alvise Battain, Germano Longo

### Trama
Risalendo al proprietario di un'auto rubata, un antiquario viene trovato morto del suo appartamento. Questi era in realtà un ricettatore, che è stato ucciso durante un tentativo di rapina da parte di alcuni malviventi. Per far confessare i sospetti la squadra mobile usa lo stratagemma del "saltafossi", un trucchetto al limite della legalità, che consente loro di "inventare" una prova così da mettere alle strette il colpevole e farlo confessare.

## Un'indagine alla rovescia
- Diretto da: Anton Giulio Majano
- Scritto da: Massimo Felisatti, Fabio Pittorru, Anton Giulio Majano
- Interpretato da: Giancarlo Sbragia, Orazio Orlando, Gianfranco Mauri, Elio Zamuto, Gino Lavagetto, Giulio Platone, Stefanella Giovannini, Francesco Di Federico, Francesco Baldi, Carlo Alighiero, Silvio Anselmo, Mario Righetti, Isabella Riva, Emilio Cappuccio, Gianni Giuliano, Vittorio Battarra, Gianni Pulone, Simone Mattioli, Mariolina Bovo, Roberta Paladini, Gianfranco De Angelis, Annabella Andreoli, Aleardo Ward, Lia Curci, Gabriella Rossi, Bruno Scipioni, Manlio Guardabassi, Adolfo Geri, Daniele Tedeschi, Franca Lumachi

### Trama
I corpi di una coppia di coniugi che risiede a Roma vengono trovati avvolti in sacchi di nylon abbandonati in un fiume. Per risalire al colpevole del delitto viene fatta una "indagine alla rovescia", che parte dall'identificazione dei due per risalire alla vita da loro condotta. Viene così scoperta una bambina, ritardata, che era stata abbandonata in un asilo illegale e la sorella di una delle vittime. Grazie agli intrecci e alle testimonianze di chi li ha conosciuti, viene alla fine scoperto il colpevole.

## Senza difesa
- Diretto da: Anton Giulio Majano
- Scritto da: Massimo Felisatti, Fabio Pittorru, Anton Giulio Majano
- Interpretato da: Giancarlo Sbragia, Orazio Orlando, Gianfranco Mauri, Elio Zamuto, Gino Lavagetto, Giulio Platone, Stefanella Giovannini, Francesco Di Federico, Ezio Rossi, Giacomo Furia, Giorgio Gusso, Bruno Scipioni, Adolfo Fenoglio, Filippo De Gara, Mario Chiocchio, Vittorio Soncini, Rina Mascetti, Francesco Baldi, Zoe Incrocci, Bruno Marinelli, Valentino Macchi, Franco Noè, Gianni Perisi, Leonardo Severini, Andrea Bosic, Cesarina Gheraldi, Donato Petilli, Gianni Musy, Gianni Guerrieri, Piera Vidale, Rosalinda Galli, Gianfranco Barra, Serena Bennato, Manlio De Angelis, Tino Bianchi, Nico Bellini, Paolo Rovesi, Attilio Duse, Gioacchino Soko (accreditato come "Soko" nei titoli di coda)

### Trama
Viene ritrovato il cadavere di una ragazza che, dagli abiti, e soprattutto grazie ad un biglietto ferroviario ritrovato nel soprabito di lei, si scopre essere sarda. L'identikit diffuso e le ricerche fatte, portano così a scoprirne origine, nome e motivo della sua visita a Roma: era partita dal paesino natale per trovare lavoro nella capitale. Si era imbattuta però in un losco figuro a capo di un'agenzia di collocamento che serviva da paravento per un traffico di droga.